# Zoran Roglić
Zoran Roglić (Spalato, 16 maggio 1976) è un ex calciatore croato, di ruolo centrocampista.

## Palmarès

### Club

#### Competizioni nazionali
- Campionato croato: 1

Hajduk Spalato: 2004-2005